# Kalifornienkolibri
Kalifornienkolibri (Selasphorus sasin) är en fågel i familjen kolibrier. Den förekommer utmed Stillahavskusten i USA i delstaterna Oregon och Kalifornien. Arten är mycket nära släkt och närapå identisk med rostkolibrin.

## Utseende
Kalifornienkolibri är en liten (8–9,5 cm) kolibri med hos hanen medellång och något nedåtböjd svart näbb. Den rundade stjärten är roströd längst in vid roten, svartkantad längst ut och med vita spetsar på de tre yttersta stjärtpennorna. Fjäderdräkten är mycket lik rostkolibrins, med rubinfärgad strupe, vitt bröst och rostorange undersida hos hanen och hos honan grön ovansida, orangefärgade flanker, orangeröd strupfläck och orange ögonbrynsstreck.
Hanen har alltid grön rygg, ej rostorange, vilket dock vissa rostkolibrier också uppvisar. Diagnostiskt är mycket smala yttre stjärtpennor, men detta är väldigt svårt att se i fält.

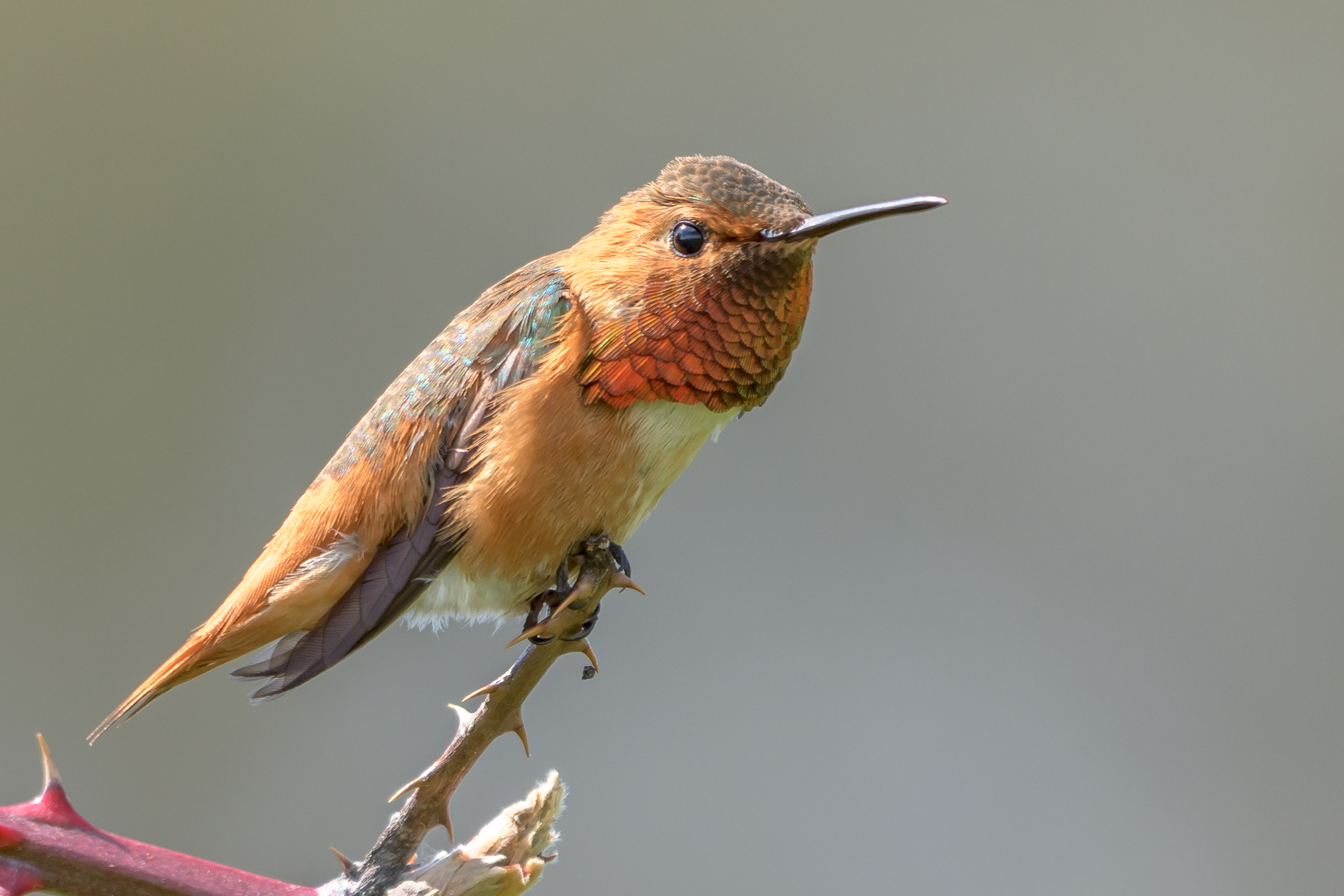
Hane.

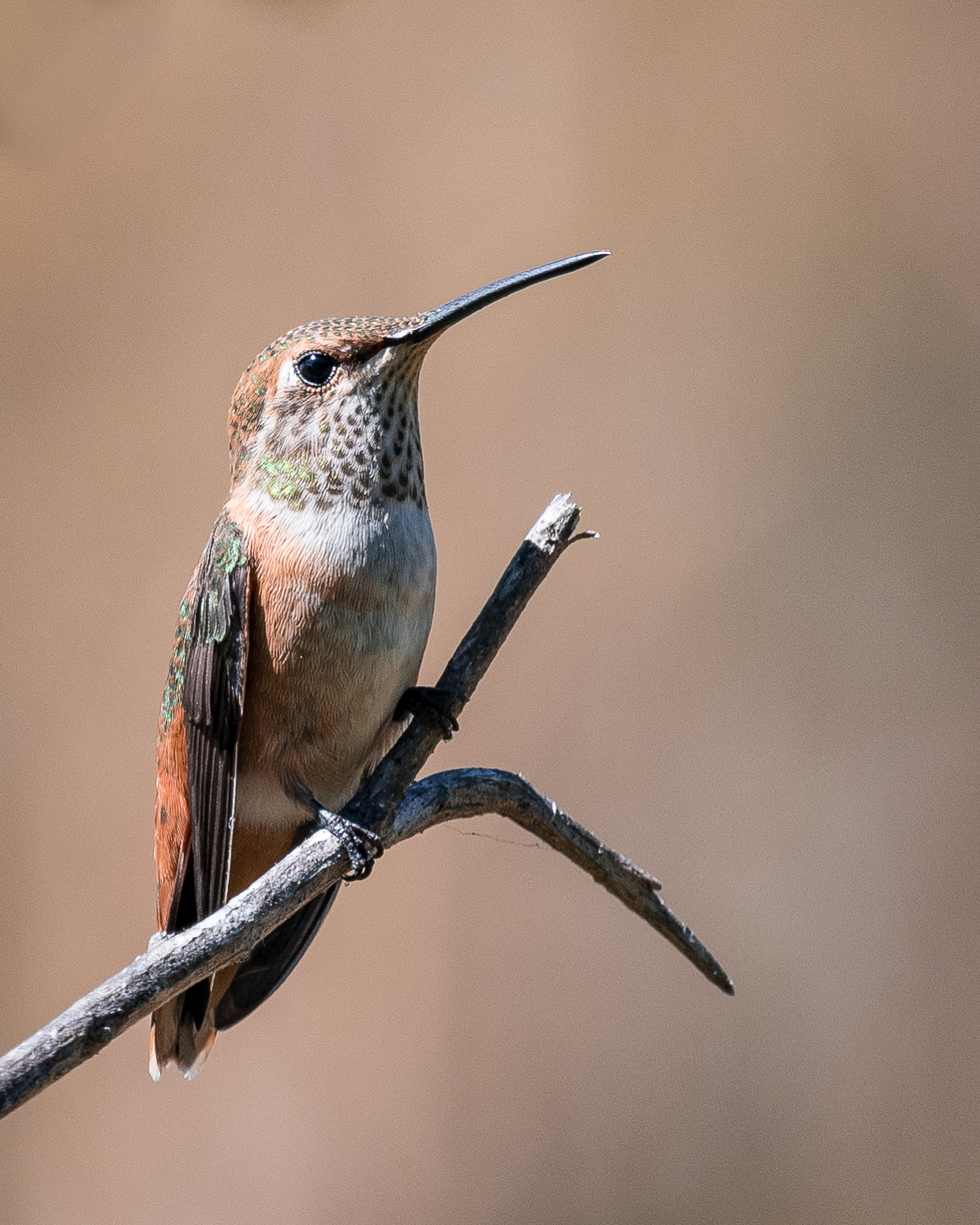
Hona.

## Utbredning och systematik
Kalifornienkolibri förekommer utmed Stillahavskusten i USA och delas in i två underarter med följande utbredning:
- Selasphorus sasin sasin – häckar från Oregon söderut till södra Kalifornien och övervintrar i centrala Mexiko
- Selasphorus sasin sedentarius – förekommer på Channel Islands (i södra Kalifornien)

Arten är genetiskt mycket närstående rostkolibrin, men skiljer sig något utseendemässigt och även i spelflykt. De hybridiserar där deras utbredningsområden möts men i ett mycket smalt band. Sammantaget tas detta som argument för att de utgör två olika arter.

## Levnadssätt
Kalifornienkolibri hittas i kustnära chaparral och lågväxt flodnära skog. Den livnär sig på nektar av lokala buskar och träd som Nicotinia, Ceanothus, Arbutus menziesii och agave, men besöker även fågelmatningar. Fågeln häckar mellan februari och juli, på Channel Islands dock året runt.

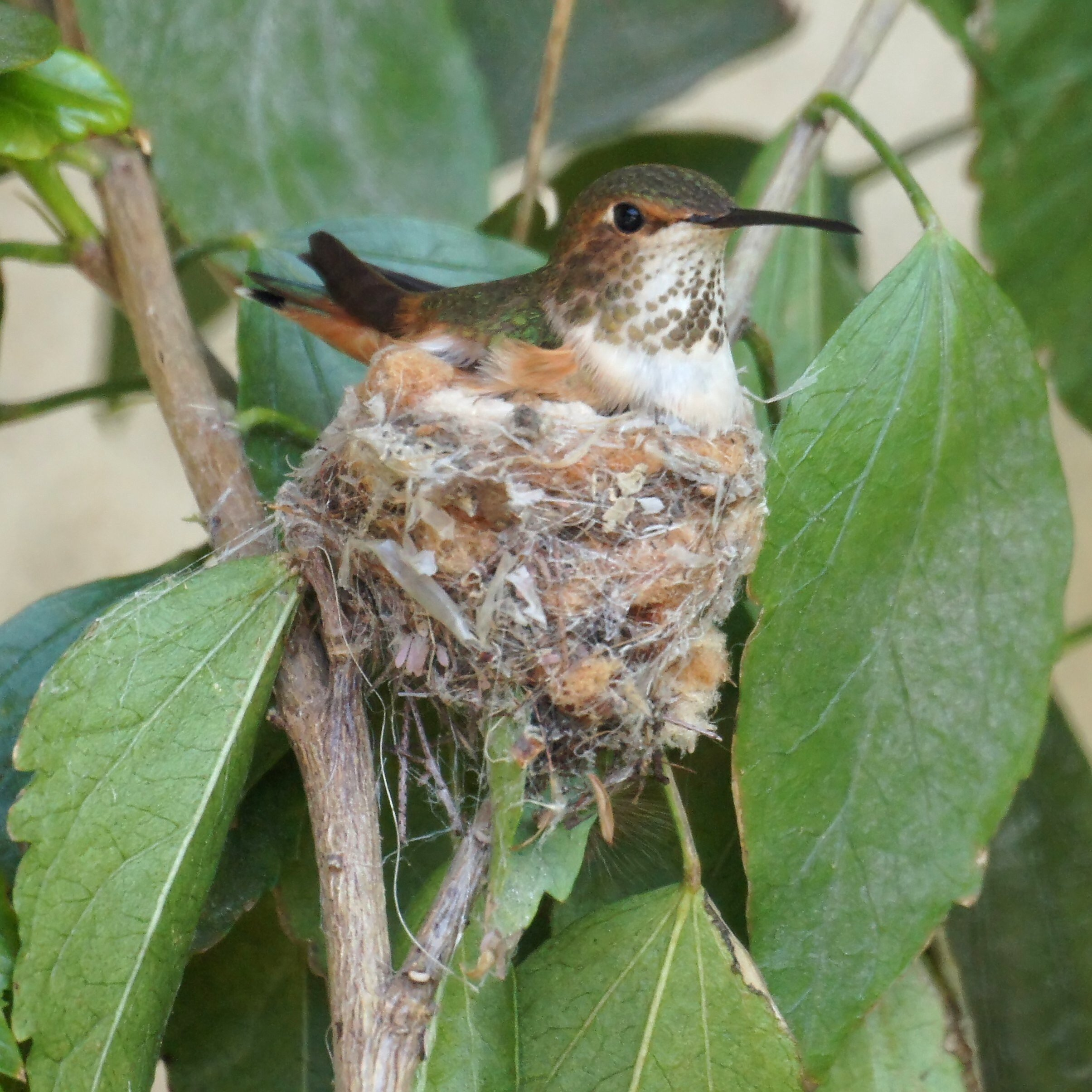

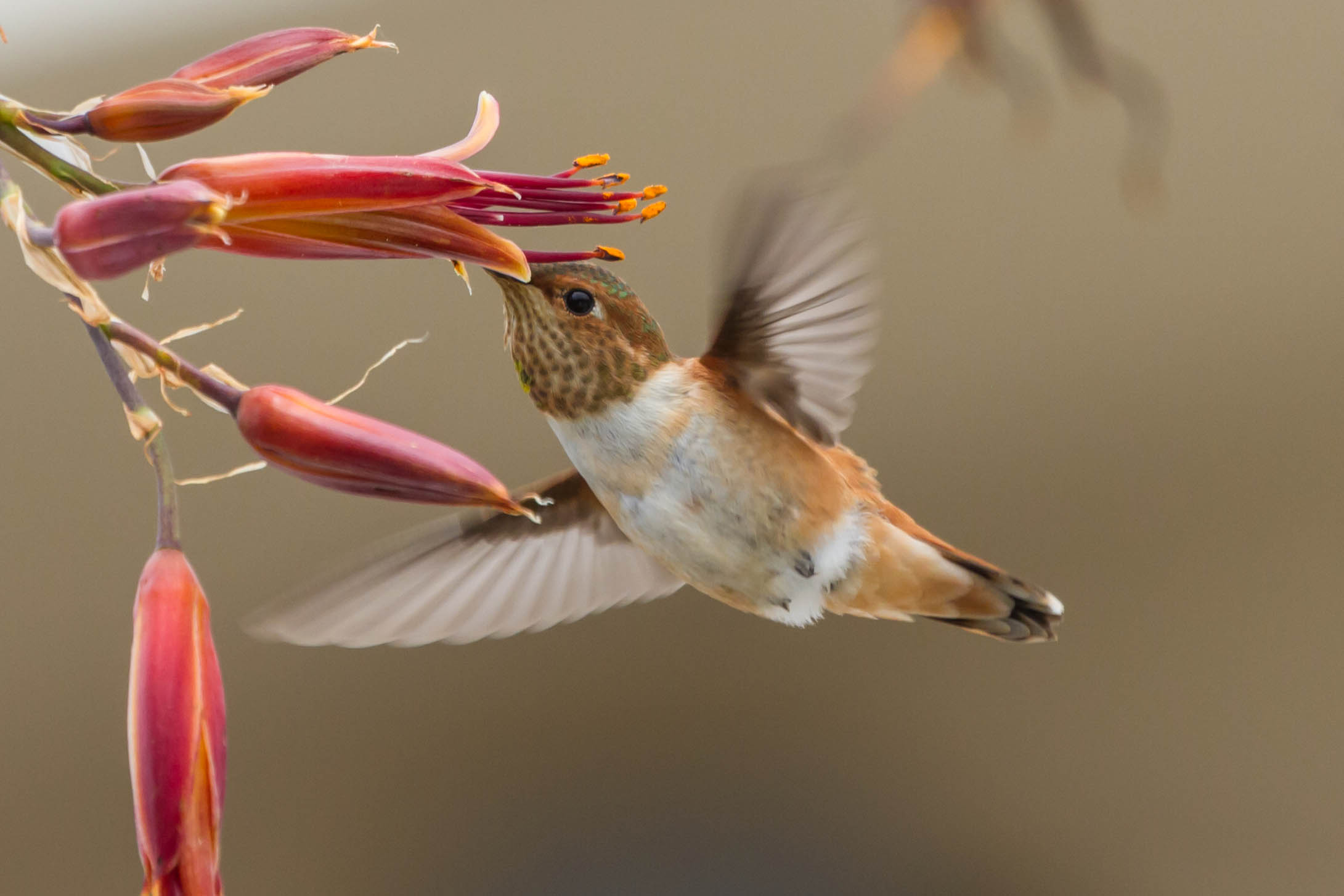

## Status och hot
Arten har ett rätt litet utbredningsområde men tros öka i antal. Utifrån dessa kriterier kategoriserar internationella naturvårdsunionen IUCN arten som livskraftig (LC).

## Namn
Fågeln kallades tidigare för Allens kolibri, hedrande taxidermisten Charles Andrew Allen (1841-1930) som först lade märke till fågeln och beskrev den för amerikanska vetenskapsmän, men justerades 2023 till ett enklare och mer informativt namn av BirdLife Sveriges taxonomikommitté.

## Fotografier

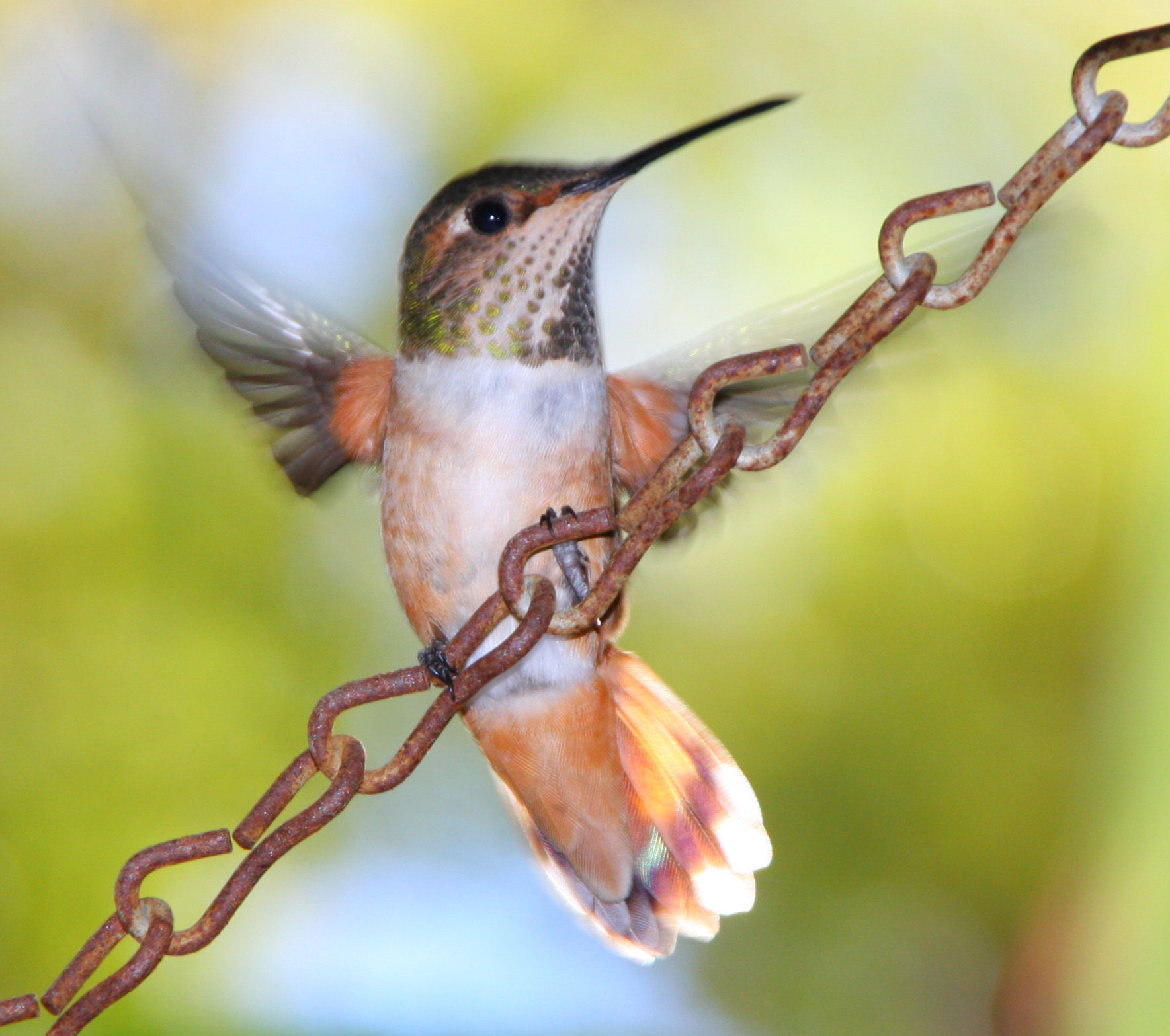
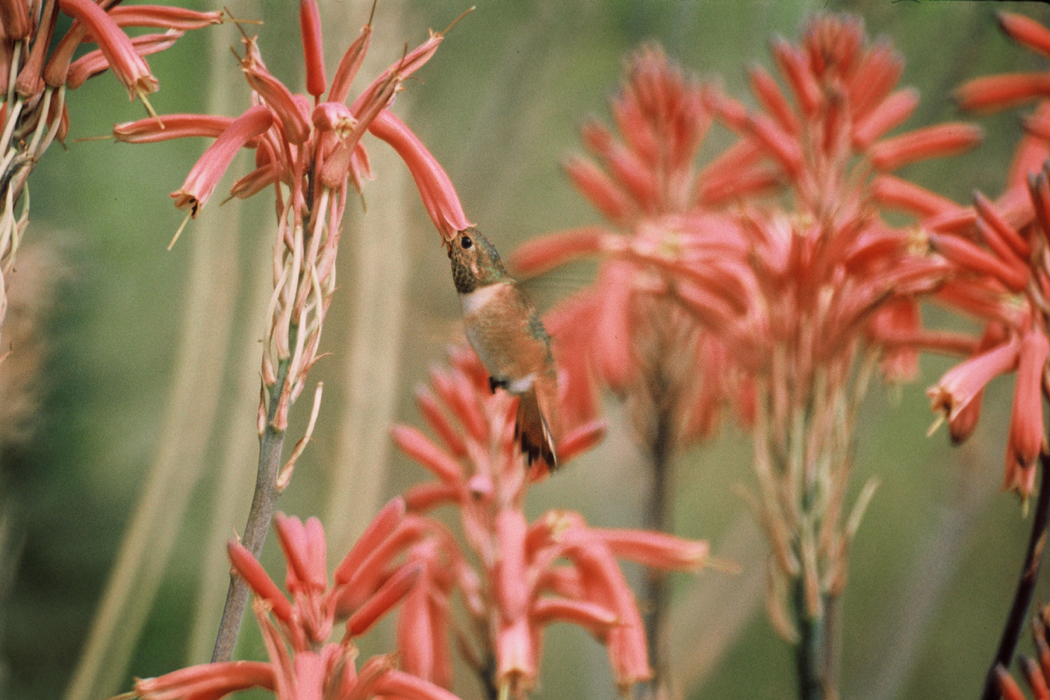
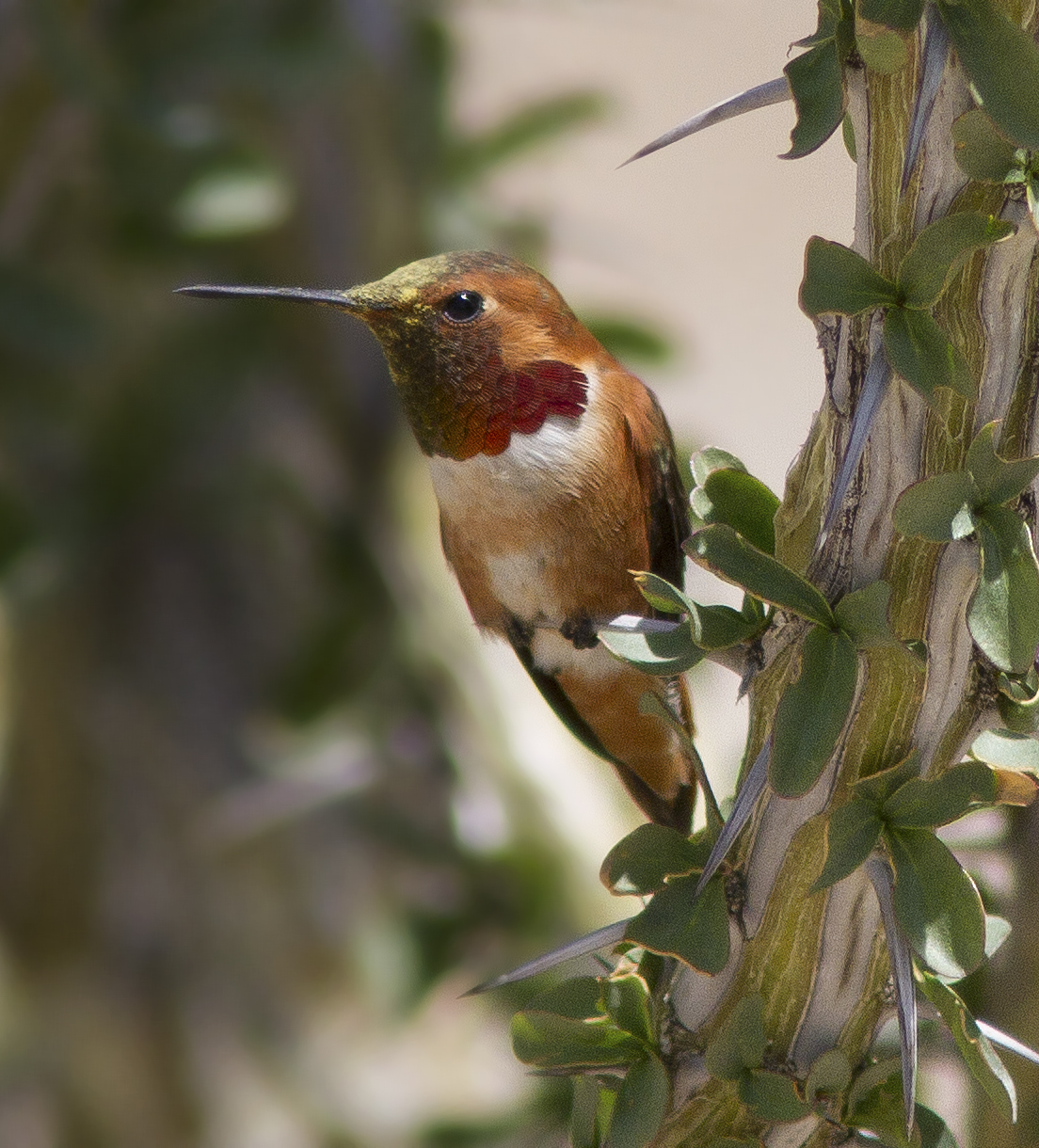
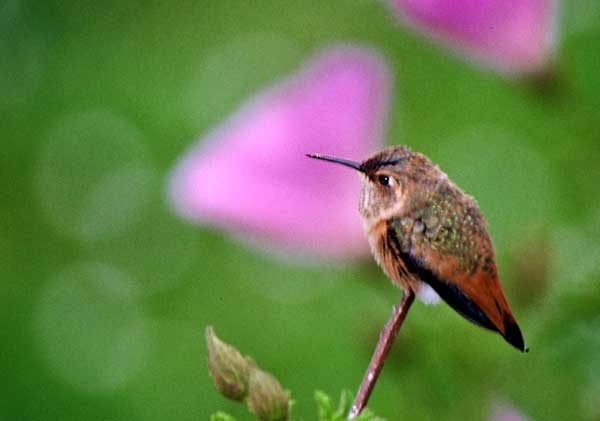